# Fortogna
Fortogna è una frazione di 523 abitanti del comune di Longarone.

## Geografia fisica
Il paese di Fortogna è localizzato a Sud del centro abitato di Longarone ed è la quarta frazione per numero di abitanti del Comune (dopo Castellavazzo, Codissago e Igne). Dall'abitato si può raggiungere l'altopiano di Cajada, che fa parte del Parco nazionale delle Dolomiti Bellunesi, e si possono vedere diverse importanti cime dolomitiche, come il Monte Pelf o il Monte Talvena. La cittadina è divisa in due dalla Strada statale 51 di Alemagna, la principale arteria del Longaronese, nonché dalla ferrovia Calalzo-Padova.

## Storia
Considerato il fatto che l'origine di Fortogna ci è quasi totalmente sconosciuta, è possibile comunque formulare delle ipotesi. Cercando di analizzare l'etimologia del nome si può dedurre (grazie anche alle testimonianze di scritte secentesche) che derivi dall'antica Dea Fortuna. Quindi verosimilmente l'origine del paese si può desumere essere romana, ipotesi accreditata inoltre da dei ritrovamenti (1935) di tombe attualmente disperse, genericamente di stile romano. La storia più recente invece è strettamente legata a quella di Belluno, che durante il periodo medievale passò di mano in mano, prima sotto gli Scaligeri di Verona, poi sotto i Carrara di Padova, mentre successivamente si legò alla Serenissima. Fino al giugno 1799 Fortogna fece parte della comunità cristiana della Pieve di Castellavazzo, mentre da quel momento in poi entrò a far parte della comunità di Longarone. Durante l'800 fu sotto il dominio napoleonico.

## Cimitero delle vittime del Vajont

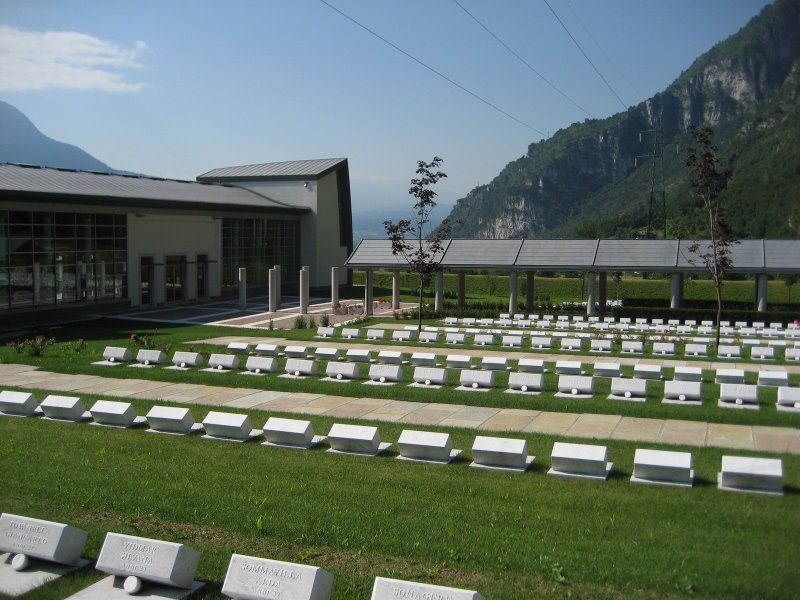
L'interno del cimitero.

A Fortogna sorge il cimitero delle vittime del disastro del Vajont, struttura che nel 2003 venne dichiarata monumento nazionale.

## Le chiese
La prima chiesa di cui si hanno notizie risale al secolo XV, e la prima notizia certa su questa risale all'anno 1547, quando il vice pievano della Pieve di Castellavazzo cita fra le cappelle sotto la sua supervisione la "ecclesiam Sancti Martini de Fortunea". La chiesa, consacrata a San Martino, doveva trovarsi leggermente al di fuori dell'abitato di Fortogna, e doveva presentare, esternamente, un singolo campanile. Al suo interno c'erano tre dipinti, e si potevano trovare, almeno fino al 1600, due altari, uno dei quali distrutto per ordine del vescovo Alvise Lollino.
Dopo un lungo periodo caratterizzato da alterni rapporti con Castellavazzo, vi fu un notevole aumento della popolazione, e la vecchia chiesa non bastava più a soddisfare le esigenze dei cittadini. Così, nel 1845, viene presa la decisione di costruirne una del tutto nuova, ma posta al centro del paese. L'architetto incaricato della progettazione e costruzione è Giuseppe Segusini, uno tra i più importanti costruttori di chiese di tutto l'Ottocento, e nell'anno 1861 la costruzione è terminata. La struttura si presenta sobria, e caratterizzata da linee pure, neoclassiche.